# Bruno Molajoli
Bruno Molajoli (Fabriano, 29 gennaio 1905 – Roma, 19 maggio 1985) è stato uno storico dell'arte e museologo italiano.

## Biografia
Bruno Molajoli nacque il 19 gennaio 1905 a Fabriano dove il suo padre è orologiaio.
A 19 anni si trasferisce da Fabriano a Bologna e nel 1925 a Roma, dove nel 1928 si laurea in Lettere con il massimo dei voti, discutendo una tesi sul suo concittadino Gentile da Fabriano, pubblicata nel 1934 ed ancora oggi considerata un testo fondamentale sulla figura dell'artista. 
Dopo aver prestato il servizio militare come Sottotenente di Fanteria, frequenta per due anni la Scuola di Storia dell'Arte Medievale, nel 1930 ha un incarico provvisorio come Ispettore Ausiliario presso la Soprintendenza di Ancona e nel 1933 vince il Concorso di Ispettore alle Antichità e Belle Arti e viene trasferito alla Soprintendenza di Bari.
L'anno seguente 1934 diventa Direttore della Galleria Sabauda a Torino e nel 1936, promosso Soprintendente di Seconda Classe, viene trasferito a Trieste, dove rimane sino al 1939, curando in quei tre anni interventi di restauro assai rilevanti, tra i quali lo scavo ed il recupero del Teatro Romano (per il cui perfezionamento fu raso al suolo un intero quartiere su diretto ordine e pressante interessamento di Mussolini).
Nel luglio 1939 Bruno Molajoli arriva a Napoli a dirigere la Soprintendenza alle Gallerie della Campania, conosce ed il 29 giugno 1942 sposa Elena Perrone Capano e con lei avrà tre figli, Maria Gloria nel 1943, Rosemarie nel 1949 e Carlo nel 1950.
Nel drammatico periodo della fine della Seconda Guerra Mondiale cominciarono i bombardamenti della città di Napoli (circa 120 che provocarono oltre 22.000 morti) e quando egli si accorse che i tedeschi, ritirandosi da Napoli, trafugavano opere d'arte da Palazzo Reale da loro occupato, egli organizza con il solo personale della Soprintendenza uno straordinario piano di salvataggio, caricando su dodici camion e trasferendo 59.410 opere d'arte in ricoveri sotterranei, in cascinali di campagna e nei Conventi di Cava de' Tirreni, di Montevergine e di Montecassino, riportandoli a Napoli dopo l'arrivo degli Alleati il 1º ottobre 1943 e quindi assai prima che l'Abbazia di Montecassino venisse rasa al suolo dal tragico bombardamento americano del 15 febbraio 1944.
Dopo aver allestito il Museo di San Martino, il Museo Duca di Martina alla Villa Floridiana, il Museo Civico Gaetano Filangieri e la Villa Pignatelli, nel 1952 inizia il restauro della Reggia di Capodimonte e dopo 5 anni di intenso lavoro il 5 maggio 1957 inaugura il Museo di Capodimonte, fin da subito considerato un museo moderno ed all'avanguardia, che gli valse riconoscimenti universali (tra tutti, il più illustre critico d'arte del secolo scorso Bernard Berenson nei suoi "Ultimi diari 1947-1958" edito da Feltrinelli nel 1966 scrive: "Passando da Napoli nel 1955 Bruno Molajoli mi portò a Capodimonte e mi parlò del suo progetto di trasformare il Palazzo Reale in una Pinacoteca. L'edificio mi diede l'impressione di un triste abbandono, sicché non nascosi il mio timore che da esso non si sarebbe potuto tirare fuori nulla di buono. Ma non avevo fatto i conti con la genialità di Molajoli: quello che lui è riuscito a fare lo mette in prima linea tra i realizzatori, tra gli esseri capaci di portare tutto a buon fine. È un visionario che sa attuare i suoi sogni ed allo stesso tempo un artista di grande sensibilità e di ottimo gusto").
Alla fine del 1959 Bruno Molajoli venne nominato Direttore Generale delle Antichità e Belle Arti, incarico ricoperto per oltre 10 anni sino al 1970, durante il quale svolse un intenso lavoro di innovazione e valorizzazione del patrimonio artistico nazionale.
Si interessò di numerose questioni di attualità, dall'alluvione di Firenze nel novembre 1966, alla difesa di Venezia dalle acque ed al consolidamento della Torre di Pisa, partecipò alla vita di diversi centri culturali, insegnò nelle università e curò l'acquisizione da parte dello Stato del Complesso monumentale di San Michele a Ripa Grande attuale sede del Ministero per i beni culturali e ambientali.
Dal 1970 fu Presidente dell'Istituto Nazionale di Studi Verdiani di Parma, dal 1978 fu Presidente della Pontificia Accademia dei Virtuosi al Pantheon e in Roma profuse con amabilità la sua partecipazione, come accattivante conferenziere ed ascoltato consigliere, in molte iniziative cittadine a carattere culturale.
Scrisse più di cento libri e saggi sulla storia artistica dei personaggi e delle città italiane, è stato Professore di Storia dell'Arte nelle Università di Napoli, di Roma e di Firenze, era Accademico di San Luca.
Scompare nel 1985 all'età di 80 anni.

## Intitolazioni
- Nel 1994 in suo onore fu inaugurata la Pinacoteca Civica "Bruno Molajoli" a Fabriano, sua città natale.[3]
- Il Comune di Roma gli ha dedicato una strada (Via Bruno Molajoli, traversa di Via Macchia Saponara).
- Nel Complesso monumentale di San Michele a Ripa la più grande Sala Riunioni è denominata "Sala Bruno Molajoli".
- Gli è stata dedicata la Biblioteca di Storia dell'Arte Bruno Molajoli presso il Castel Sant'Elmo di Napoli.[4]